# والریو کونتی
والریو کونتی (ایتالیایی: Valerio Conti؛ زادهٔ ۳۰ مارس ۱۹۹۳) دوچرخه‌سوار اهل ایتالیا است.
از باشگاه‌هایی که در آن رکاب زده‌است می‌توان به تیم یوای‌ئی امارات، و تیم یوای‌ئی امارات، اشاره کرد.